# Jean-Luc Addor
Jean-Luc Addor (Losanna, 22 aprile 1964) è un politico svizzero con cittadinanza italiana dell'Unione Democratica di Centro. Dal 2015 è membro del Consiglio nazionale svizzero per il canton Vallese.

## Biografia

### Studi e carriera professionale
Nel 1986 si laureò in giurisprudenza presso l'Università di Losanna, e nel 1991 ottenne il brevetto di avvocato presso il canton Vallese.
Dopo essere stato cancelliere presso il tribunale di Entremont, nel 1992 è stato nominato giudice istruttore del Vallese centrale. Nel 2001 è stato dimesso nel 2001 dal tribunale cantonale del Vallese per motivi relativi a vari conflitti di interesse. Successivamente esercitò la professione di avvocato nel proprio studio.

### Attività politica
Dal 2005 al 2015 fu deputato al Gran Consiglio del canton Vallese. Dal 2009 al 2015 fece parte dell'esecutivo del comune di Savièse. A seguito dell'elezione al Consiglio nazionale, nel 2015 si è dimesso da questi due mandati.
Alle elezioni federali del 2015 è stato eletto in Consiglio Nazionale per il canton Vallese con 15 221 voti, ottavo tra gli eletti del cantone. Fino a febbraio 2022 fece parte della Commissione delle Istituzioni Politiche.
Venne rieletto alle elezioni federali del 2019 con 17 535 voti, settimo tra gli eletti del cantone. Fa parte della Commissione della politica di sicurezza.
Si occupa principalmente di immigrazione e di esercito. È vicepresidente dell'UDC del Vallese romando e membro del comitato centrale dell'UDC svizzero.

### Vita privata
Sposato e padre di due figli, la famiglia di Addor è originaria di Savièse e di Sainte-Croix. Ha anche la cittadinanza italiana. Nell'esercito ha il grado di capitano.

## Opinioni politiche
Nel 2013, a seguito di un fatto di cronaca nera, Addor creò su Facebook una pagina a favore della pena di morte per i criminali recidivi, cosa che generò un dibattito tra i media e all'interno dello stesso UDC.
Nel 2021 fece parte del comitato referendario contrario all'iniziativa "Matrimonio per tutti", sul matrimonio tra persone dello stesso sesso.

## Vicende giudiziarie
Nel 2014, a proposito di una sparatoria davanti a una moschea di San Gallo, Jean-Luc Addor postò la frase "On en redemande!" ("Ne chiediamo di più!") sui suoi account Facebook e Twitter. Difeso da Marc Bonnant, venne condannato nel 2017 per discriminazione razziale e istigazione all'odio. Nel 2020 il tribunale cantonale del Vallese e poi il tribunale federale confermarono la sua condanna.

## Associazionismo
Ador è membro di ProTell, un'associazione che si batte per il diritto di portare e possedere armi da fuoco in Svizzera, di cui venne eletto vicepresidente nel 2018 sostituendo Hans-Peter Wüthrich, e poi diventandone presidente ad interim nel 2019. Venne poi confermato Presidente all'Assemblea Generale ProTell del 2021. Fino al suo scioglimento fu anche membro dell'Azione per una Svizzera neutrale e indipendente.

## Opere
- (FR) Pas d'armée, pas de Suisse, Cahiers de la Renaissance vaudoise, 1989, ISBN 2-88017-118-0.